# Herculândia (kommun)
Herculândia är en kommun i Brasilien.   Den ligger i delstaten São Paulo, i den södra delen av landet, 700 km söder om huvudstaden Brasília. Antalet invånare är 8 696.
Följande samhällen finns i Herculândia:
- Herculândia

Trakten runt Herculândia består i huvudsak av gräsmarker. Runt Herculândia är det ganska glesbefolkat, med 26 invånare per kvadratkilometer.